# 锡尔纳赫

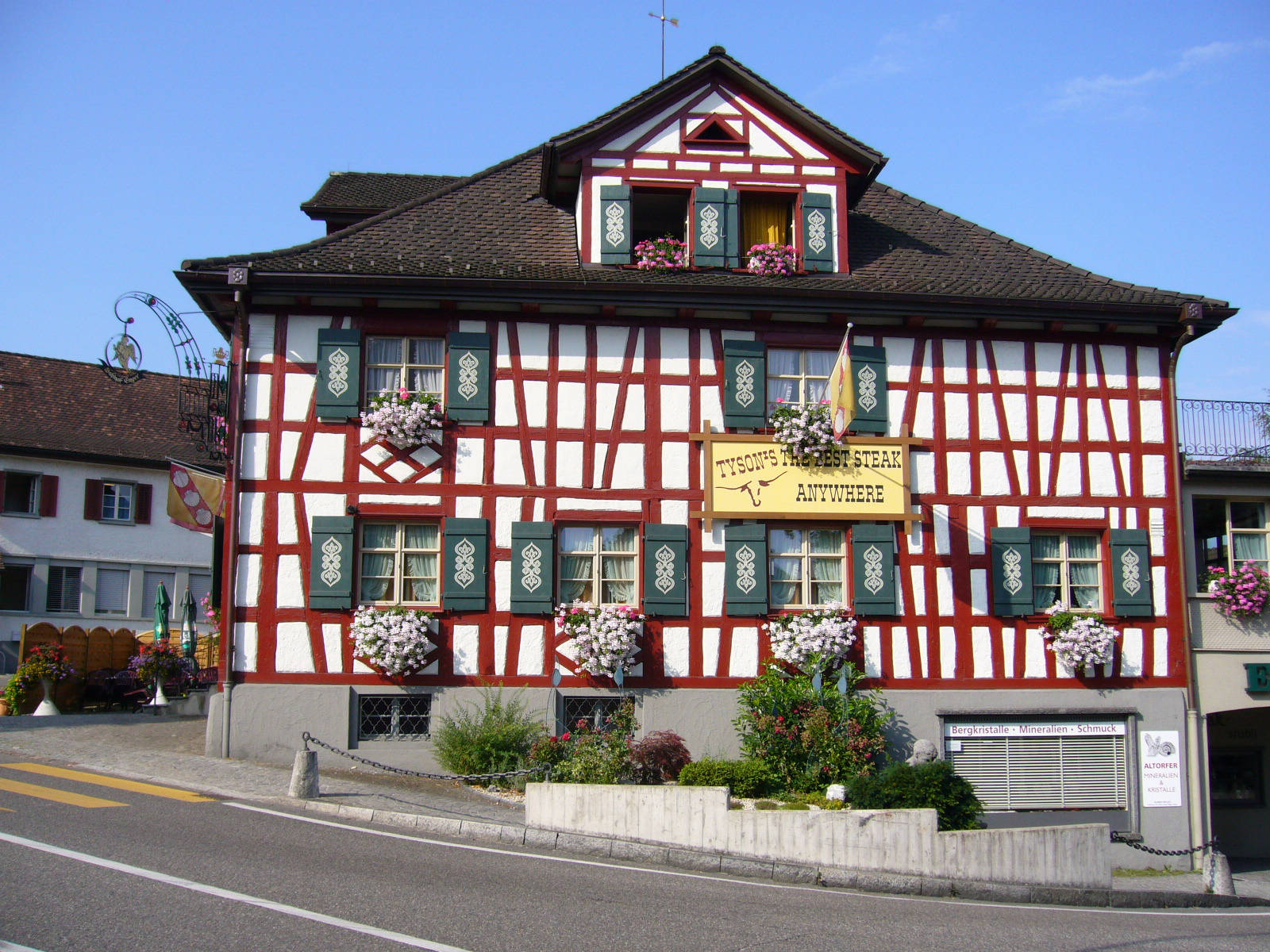

锡尔纳赫（德语：Sirnach）是瑞士的城鎮，位於該國東北部，由圖爾高州負責管轄，面積12.41平方公里，海拔高度545米，2012年人口7,317，一半人口信奉羅馬天主教，人口密度每平方公里590人。